# Portsmouth (Dominika)
Portsmouth – miasto portowe na Dominice, dawna stolica kraju, siedziba Saint John Parish – jednej z jednostek podziału administracyjnego. W 2001 roku liczyło ok. 3 tys. mieszkańców.
Na Półwyspie Cabrits na północ od centrum miasta, znajduje się założony w 1986 roku Park Narodowy Cabrits oraz zabytkowy Fort Shirley.